# 746. grenadirski polk (Wehrmacht)
746. grenadirski polk (izvirno nemško 746. Grenadier-Regiment; kratica 746. GR) je bil pehotni polk Heera v času druge svetovne vojne.

## Zgodovina
Polk je bil ustanovljen 15. oktobra 1942.